# دهنة بيد (غرمسار كرمان)
دهنة بید (بالفارسية: دهنه بید) هي قرية تقع في إيران في قسم غرمسار الریفي. يقدر عدد سكانها بـ 280 نسمة بحسب إحصاء 2016.